# سامو سیدیبه
سامو سیدیبه (انگلیسی: Samou Sidibé؛ زادهٔ ۱۵ مهٔ ۱۹۹۵) بازیکن فوتبال اهل مالی است.
وی همچنین در تیم ملی فوتبال مالی بازی کرده است.